# Mala Kalînivka, Solone
Mala Kalînivka (în ucraineană Мала Калинівка) este un sat în comuna Dzerjînivka din raionul Solone, regiunea Dnipropetrovsk, Ucraina.

## Demografie
Componența lingvistică a localității Mala Kalînivka
     Ucraineană (89,32%)
     Rusă (7,12%)
     Română (2,46%)
     Alte limbi (0,54%)
Conform recensământului din 2001, majoritatea populației localității Mala Kalînivka era vorbitoare de ucraineană (89,32%), existând în minoritate și vorbitori de rusă (7,12%) și română (2,46%).